# Александровка (село, Мордовский район)
Алекса́ндровка — село в Мордовском районе Тамбовской области России. 
Административный центр Александровского сельсовета.

## География
Расположено в 18 км к юго-востоку от райцентра, посёлка городского типа Мордово, и в 96 км к юго-западу от центра города Тамбова.

## Население
| 2002 | 2010 |
| ---- | ---- |
| 422  | ↘332 |

Согласно результатам переписи 2002 года, в национальной структуре населения русские составляли 96 % от общего числа жителей.